# Bienvenido Sena
Bienvenido Sena es un cómico e imitador español. Nació en Jerez de la Frontera.

## Actividades

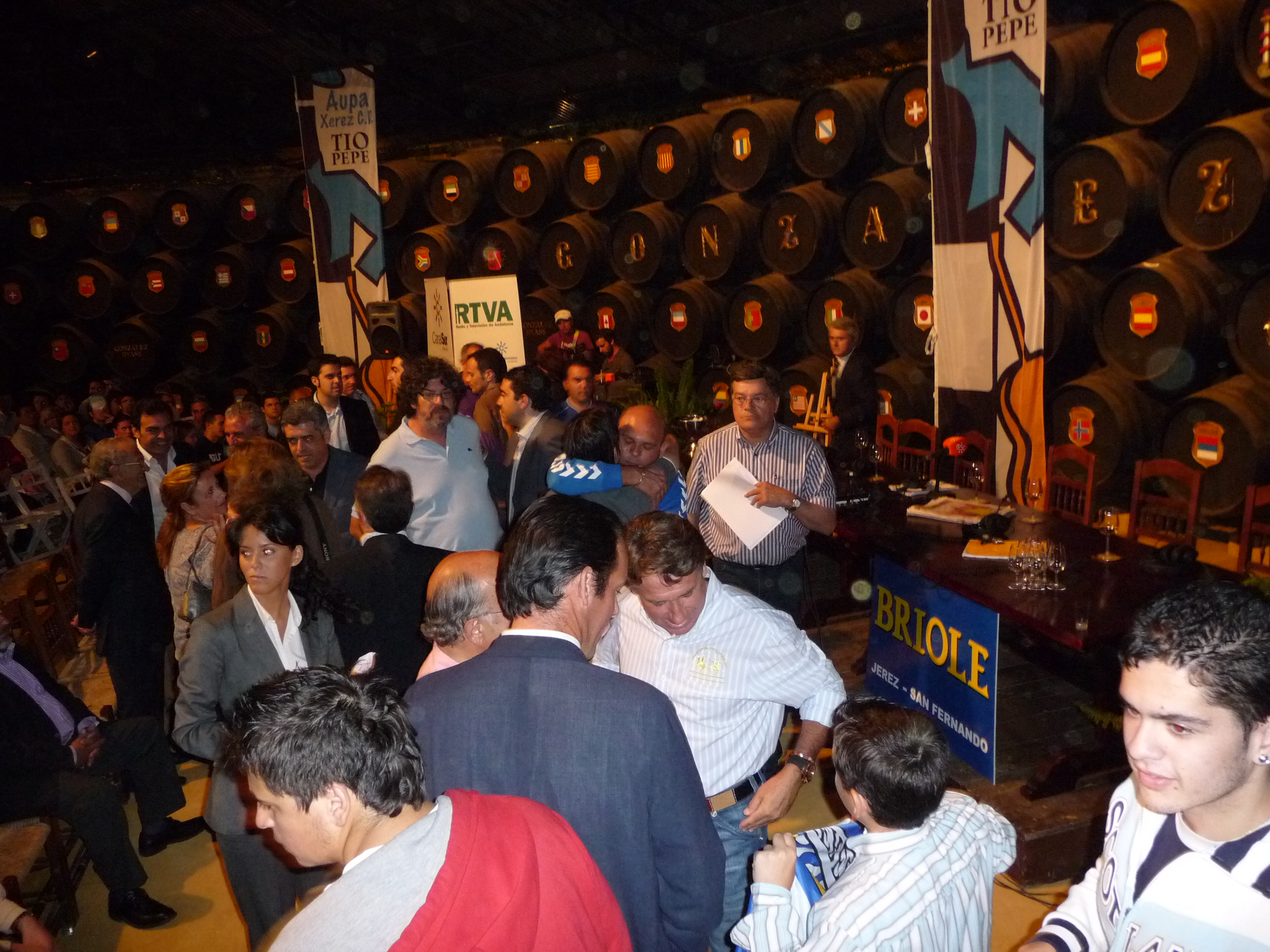
El Pelotazo

Des hace varias temporadas es colaborador activo del programa de radio deportivo y humorístico "El Pelotazo" de Canal Sur (dirigido por José Guerrero Roldán) y en el que interpreta e imita a varios personajes.
Actualmente es columnista de la Revista local Xerezmania y coprotagoniza, junto a su también compañero El Pelotazo, Luis Lara, un programa de televisión de humor titulado Esto es pa'echarlo que se emite en Localia Jerez TV.
Fue pregonero del Carnaval de Jerez de la Frontera en 2007 junto a Luis Lara.
Actualmente forma parte del programa La Cámara de los Balones de la Cadena Ser, marco en el cual llegó a publicar un libro